# 2030 FIFAワールドカップ
2030 FIFAワールドカップ（英: 2030 FIFA World Cup）は、2030年に開催される予定の第24回目のFIFAワールドカップ。本大会は2030年にスペイン・ポルトガル・モロッコで開催し、加えて100周年記念としてウルグアイ・アルゼンチン・パラグアイでも開催される。国際サッカー連盟 (FIFA) が2023年10月4日に6カ国での開催を発表し、2024年にスイスのチューリッヒで行われるFIFA総会で正式に承認された。
本大会はワールドカップ大会の100周年を記念する大会となる。大会は、2030年6月13日から7月21日まで開催される予定である。
初めて、2大陸の3カ国が大会を開催し、スペイン、ポルトガル、モロッコが開催国となる。さらに開幕3試合を開催するアルゼンチン、パラグアイ、ウルグアイはFIFAワールドカップ100周年、特にウルグアイでの第1回ワールドカップを記念したものである。第1試合は特別な100周年記念とともに、ウルグアイのモンテビデオにあるエスタディオ・センテナリオで開催される。第2試合と第3試合はそれぞれアルゼンチンとパラグアイで開催し、残りの試合はスペイン、モロッコ、ポルトガルで開催される。
これは北アフリカで開催される初のワールドカップであり、アフリカ全体では2010年以来、南米では2014年以来、ヨーロッパでは2018年以来の開催となる。国別に見ると、モロッコ、ポルトガル、パラグアイでの開催は初、ウルグアイでの開催は第1回大会以来、アルゼンチンでの開催は1978年以来、スペインでの開催は1982年以来となる。

## 開催国選定の経緯
1930年、南米のウルグアイで第1回となる1930 FIFAワールドカップが開催され、現在に至る世界最大級のスポーツイベントが始められた。それから100周年となる2030年の大会について、ウルグアイは隣国アルゼンチンとの共催による開催を希望した。2017年8月31日、パラグアイはウルグアイ、アルゼンチンとともに2030年大会共催を目指すことで合意し、2018年4月9日、ウルグアイ・アルゼンチン・パラグアイが、3カ国共催を目指すと正式に発表した。 ウルグアイで2都市、アルゼンチンで8都市、パラグアイで2都市での開催を計画し、立候補に向けた準備を進めている。もし実現すれば、ウルグアイは100年ぶり、アルゼンチンは1978年の1978 FIFAワールドカップ以来52年ぶり、パラグアイは初めての開催となる。
2018年6月13日の第68回FIFAモスクワ総会での2026 FIFAワールドカップ投票で、敗れたモロッコは、2018年6月15日に2030年ワールドカップの招致の準備を進めると発表した。実現すれば、モロッコは初めての開催となる。
政府あるいは協会が、立候補を公式発表しているのは上記2候補のみで、2018年8月2日時点では、それ以外の国の政府あるいは協会の立候補公式発表はまだない。立候補の発表自体は必ずしも、政府が行う必要はないが、ワールドカップ開催には、政府保証（日本では閣議決定）が必要である（立候補国の提出する開催提案書に政府保証が明記されていなかった場合は、その時点で除外される）。

### 立候補していた開催候補国一覧

#### ウルグアイ・アルゼンチン・パラグアイ・チリ共同開催構想
2030年大会をウルグアイで開催しようという動きは、一般のファンが先行して進めていた。1990年、近代オリンピック開催100周年となる第26回夏季オリンピック大会の開催地として国際オリンピック委員会 (IOC) がアメリカ合衆国のアトランタを選んだ決定（アトランタオリンピック）は、1896年に第1回大会（アテネオリンピック (1896年)）を開催したギリシャのアテネが有力と見られていた事前予想を覆し、歴史的意義の軽視という主張を含めた多くの批判を呼んだ。ウルグアイ出身でイスラエル在住のホテルマンだったアベル・フィアルコは、国際サッカー連盟 (FIFA) もワールドカップ100周年の記念大会をウルグアイ以外で開催するのではないかと危惧し、1997年にウルグアイ開催を求めるサイトをインターネット上に開設して、国内外のウルグアイ人からの支持やメディアの関心を徐々に集めていた。
2005年10月4日、ワールドカップ創設75周年を記念してFIFAのジョセフ・ブラッター会長がウルグアイを訪問した時、ウルグアイ大統領のタバレ・バスケスはブラッターに対して、南米共同市場（メルコスル）諸国と共同で100周年記念大会を開催できると初めて示唆した。会談後の声明でブラッターはこれを激励した上で、「南米サッカー連盟 (CONMEBOL) のニコラス・レオス会長が、開催地の大陸持ち回り制を考慮すれば2030年大会は南米の順番である」と述べた事を紹介した。
2007年10月、アルゼンチンサッカー協会のフリオ・グロンドーナ会長はウルグアイサッカー協会からの申し出を受けて、アルゼンチンとウルグアイの両国で2030年大会の共催を目指す事を明らかにし、他のCONMEBOL諸国は両国の共催を支持する姿勢を示した。2010年6月10日、南アフリカ共和国で開催される2010年大会の開幕前日にウルグアイの観光スポーツ大臣がブラッター会長と会談し、アルゼンチンとの共催による2030年大会の招致を正式に提案した。2011年3月には両国政府による大会招致への全面協力が発表され、2013年4月には両国による合同招致委員会が設置され、7月のFIFA総会における正式立候補を準備中と伝えられていた。
ただし、共催計画には今のところ未定の部分が多い。決勝戦については、ウルグアイ側ではその立候補の動機から、1930年と同様に首都モンテビデオのエスタディオ・センテナリオで開催するのが当然視されているが、それについてアルゼンチン側からの明確な反応は伝えられていない。また、自国を含む13ヶ国で開催し、モンテビデオ市内の3つのスタジアムで18試合を行えば良かった1930年と異なり、1998年のフランス大会以降は32チーム、64試合を行う規模となり、会場数も1998年以降は最低でも10会場が利用されている。スタジアムの規模や設備も格段に高いレベルが求められ、莫大な経費がかかる大会になっている。人口約340万人、国内総生産 (GDP) 約400億米ドルと、いずれもアルゼンチンの10分の1以下しかないウルグアイの大会開催能力は未知数である。
2017年8月31日、パラグアイのオラシオ・カルテス大統領はウルグアイ、アルゼンチンとともに2030年大会共催を目指す考えを示した。カルテス大統領のツイッターには「アルゼンチン、ウルグアイの大統領と合意した」とつづっている。
2018年4月9日、ウルグアイ・アルゼンチン・パラグアイが、3カ国共催を目指すと正式に発表した。 ウルグアイで2都市、アルゼンチンで8都市、パラグアイで2都市での開催を計画していた。
2019年2月14日、チリのセバスティアン・ピニェラ大統領が自身のツイッターにて、アルゼンチン、ウルグアイ、パラグアイとともに2030年大会共催案に加わることを明らかにした。 
2022年8月2日にウルグアイ、アルゼンチン、パラグアイ、チリが2030年ワールドカップの開催地に共同で立候補することを正式に発表した。
- ウルグアイ - 第1回大会以来100年ぶり2度目の開催を目指していた。
- アルゼンチン - 1978年大会に続いて2度目の開催を目指していた。
- パラグアイ - 初の開催を目指していた。
- チリ - 1962年大会に続いて2度目の開催を目指していた。

#### モロッコ開催構想
2018年6月13日の第68回FIFAモスクワ総会での2026 FIFAワールドカップ投票で、モロッコは敗れた。直後の2018年6月15日、モロッコ王室のムハンマド6世の指示により、モロッコ政府は2030年ワールドカップの招致の準備を進めると発表した。
モロッコは1994年、1998年、2006年、2010年、2026年のワールドカップ招致に立候補したがいずれも敗れており、6度目の挑戦になった。
- モロッコ - 初の開催を目指していた。

#### モロッコ・アルジェリア・チュニジア共同開催構想
2018年7月4日、アルジェリアのスポーツ大臣ムハンマド・ハッターブが「モロッコ、アルジェリア、チュニジアでの共同開催が可能か検討する。これら3国共同開催では、既存のインフラを利用し、将来のプロジェクトも達成することができる。スポーツ施設、そして文化施設がある我々の街を見れば、世界の主要なイベントを開催できると考えられる」と語ったと報じられた。
- アルジェリア - 初の開催を目指していた。
- チュニジア - 初の開催を目指していた。

#### スペイン・ポルトガル・ウクライナ共同開催構想
2018年11月19日、スペインのペドロ・サンチェス首相がモロッコのラバトを訪問し、ムハンマド6世国王及びサアデディン・オスマニ首相と協議し、ポルトガル、モロッコとの共催を検討していると明らかにした。その後、2021年6月4日にスペインとポルトガルが2030年ワールドカップの開催地に共同で立候補することを正式に発表した。
2022年10月5日、スペイン・ポルトガルの両サッカー連盟は開催候補地にウクライナを加える共催案を発表した。
- スペイン - 1982年大会に続いて2度目の開催を目指していた。
- ポルトガル - 初の開催を目指していた。
- ウクライナ - 初の開催を目指していた。

#### スペイン・ポルトガル・モロッコ共同開催構想
2023年3月14日、モロッコサッカー連盟はスペイン・ポルトガル・モロッコでの共同開催で誘致を進めることを発表した。

### その他の開催候補国一覧
上記のウルグアイ・アルゼンチン・パラグアイ・チリ共同開催、モロッコ開催及びスペイン・ポルトガル・ウクライナ共同開催以外には、2030年大会の招致立候補の政府公式発表をしている国はない。2大会同時決定及びFIFAによる同一大陸内（厳密には同一大陸連盟所属内）の連続開催制限のため、2022年大会を開催するカタールが所属するアジアサッカー連盟 (AFC) の加盟協会の国・地域と北中米カリブ海サッカー連盟 (Concacaf) 所属のカナダ・メキシコ及びアメリカ合衆国が共同開催国となる2026年大会の開催地域は、この2030年大会は招致できないとされてきた。そのため、以前中華人民共和国が2026年大会か2030年大会の招致に意欲を見せていたが、2022年大会がカタール開催で決定したため、その可能性は失われていた。ところが、その後、2026年大会が単独で開催地が決まったため、2015年の2大会連続開催禁止のFIFA発表から、北中米カリブ海サッカー連盟 (Concacaf) 連盟のみが招致の対象外となった。そのため、中国の2030年大会の招致活動が可能になった。

#### イングランド・北アイルランド・ウェールズ・スコットランド・アイルランド共同開催構想
欧州サッカー連盟 (UEFA) の加盟協会の国・地域ではイングランドが招致に興味を示していた。
2018年6月14日、イングランドに名乗りを上げる動きが出ていると英メディア「エクスプレス」が報じた。2026 FIFAワールドカップ招致手引書及び同ワールドカップ立候補国評価レポートで、財政と技術的なスコアにFIFAが注目していることからイングランド開催に希望が持てるようになったからだという。2018年8月1日、イングランドサッカー協会会長のクラークが、「2030年大会イングランド開催を2018-2019シーズン中に検討し、2019年以降に結論を出す」と語ったと報じられた。
2022年2月7日、イングランド・北アイルランド・ウェールズ・スコットランド・アイルランドのサッカー協会は2030年大会の招致には立候補せず、2028年UEFA欧州選手権招致に専念することを共同声明として発表した。
- イングランド - 1966年大会に続いて2度目の開催を目指していた。
- 北アイルランド - 初の開催を目指していた。
- スコットランド - 初の開催を目指していた。
- ウェールズ - 初の開催を目指していた。
- アイルランド - 初の開催を目指していた。

#### ルーマニア・ギリシャ・ブルガリア・セルビア共同開催構想
- ルーマニア - 初の開催を目指していた。
- ギリシャ - 初の開催を目指していた。
- ブルガリア - 初の開催を目指していた。
- セルビア - 初の開催を目指していた。

#### イタリア・サウジアラビア共同開催構想
2021年7月15日、イタリアサッカー連盟のガブリエレ・グラビナ会長は2028年欧州選手権と2030年大会の招致を検討すると明かした。同年7月16日付けのイギリス紙「ジ・アスレティック」にてイタリアとサウジアラビアが共同開催に立候補する案が浮上していると報じた。
- イタリア - 1934年大会、1990年大会に続いて3度目の開催を目指していた。
- サウジアラビア - 初の開催を目指していた。

#### エジプト・ギリシャ・サウジアラビア共同開催構想
2022年9月9日、エジプト政府関係者が同国のテレビ局のインタビューで、ギリシャ・サウジアラビアとの3か国共催へ向けて協議していることを明らかにした。しかし、2023年6月22日付のスペイン紙「アス」にてサウジアラビアが2030年大会への立候補を取り下げ、2034年大会への招致に目標を切り替えると報じた。
- エジプト - 初の開催を目指していた。

#### 韓国・北朝鮮共同開催構想
2017年3月2日、韓国サッカー協会会長の鄭夢奎は、「韓国（南）と北朝鮮（北）と中国と日本の4カ国共同開催」を希望すると発表した。
2017年6月13日、韓国の文在寅大統領は、ジャンニ・インファンティーノFIFA会長に「韓国と北朝鮮の南北共同開催」の意思を初めて伝えた。2018年6月23日、韓国の文大統領は、インファンティーノFIFA会長との二度目の会談で「南北共同開催がどんどん現実的なものになってきた」と同FIFA会長に改めて伝えた。
- 大韓民国 - 2002年大会に続いて2度目の開催を目指していた。
- 朝鮮民主主義人民共和国 - 初開催を目指していた。

#### オーストラリア開催構想
2021年8月12日、オーストラリアサッカー連盟が2030年もしくは2034年大会の開催地に立候補する計画を立てていることを明かした。
- オーストラリア - 初の開催を目指していた。

## 開催国決定
FIFAは2022年に招致プロセスを開始した。AFCとConcacafの加盟国は2022年と2026年の大会を主催したため、本大会である2030年のFIFAワールドカップを主催することはできない。
2024年12月11日、FIFAは2030年大会をスペイン、ポルトガル、モロッコの3か国で共同開催すると発表した。この発表は、FIFA臨時総会で2034年大会をサウジアラビアが開催するという決定と同時に行われた。
| 開催候補国                     | 第1ラウンド |
| ------------------------------ | ----------- |
| モロッコ, スペイン, ポルトガル | 満場一致    |

## 開催都市
- モロッコ
- 1  アガディール
- 2  カサブランカ
- 3  フェズ
- 4  マラケシュ
- 5  ラバト
- 6  タンジェ

- ポルトガル
- 7  リスボン
- 8  ポルト

- スペイン
- 9  ア・コルーニャ
- 10  バルセロナ
- 11  ビルバオ
- 12  ラス・パルマス
- 13  マドリード
- 14  マラガ
- 15  サン・セバスティアン
- 16  セビリア
- 17  サラゴサ

- パラグアイ
- 1  アスンシオン

- アルゼンチン
- 2  ブエノスアイレス

- ウルグアイ
- 3  モンテビデオ

スペインサッカー連盟は7月31日に招致書を最終決定する前に、試合開催地として9都市の11スタジアムの提案を発表した。連盟はさらにバレンシアのノウ・メスタージャとビーゴのバライドスの2スタジアムを提案していたが、これらを含めるとFIFAの制限である20スタジアムを超える可能性がある。開催都市リストは12日後に確定した。これにはモロッコの6都市の6スタジアム、ポルトガルの2都市の3スタジアム、スペインの9都市の11スタジアムが含まれており、合計17都市の20スタジアムとなっている。
| 都市                 | 会場                                   | 収容人数                          |
| -------------------- | -------------------------------------- | --------------------------------- |
| ア・コルーニャ       | エスタディオ・デ・リアソール           | 34,889 (拡張収容数:40,000)        |
| アガディール         | スタッド・アドラール                   | 45,480 (拡張収容数:70,000)        |
| バルセロナ           | カンプ・ノウ                           | 105,000                           |
| バルセロナ           | ステージ・フロント・スタジアム         | 40,000                            |
| ビルバオ             | エスタディオ・サン・マメス             | 53,331                            |
| カサブランカ         | ハッサン2世スタジアム (新設)           | 115,000                           |
| フェズ               | フェズ・スタジアム                     | 45,000 (拡張収容数:55,800)        |
| ラス・パルマス       | エスタディオ・グラン・カナリア         | 32,392 (拡張収容数:40,000)        |
| リスボン             | エスタディオ・ダ・ルス                 | 66,647 (拡張収容数:70,000)        |
| リスボン             | エスタディオ・ジョゼ・アルヴァラーデ   | 50,095 (拡張収容数:52,095)        |
| マドリード           | エスタディオ・サンティアゴ・ベルナベウ | 80,000                            |
| マドリード           | エスタディオ・メトロポリターノ         | 70,460                            |
| マラガ               | エスタディオ・ラ・ロサレーダ           | 30,044 (拡張収容数:40,000)        |
| マラケシュ           | スタッド・ド・マラケシュ               | 45,240                            |
| ポルト               | エスタディオ・ド・ドラゴン             | 50,033                            |
| ラバト               | スタッド・ムーレイ・アブドゥラ         | 65,000 (新設)                     |
| サン・セバスティアン | エスタディオ・アノエタ                 | 39,313 (拡張収容数:40,000)        |
| セビリア             | エスタディオ・オリンピコ・セビージャ   | 57,600 (拡張収容数:70,000-75,000) |
| タンジェ             | イブン・バットゥータ・スタジアム       | 65,000 (拡張収容数:75,600)        |
| サラゴサ             | エスタディオ・デ・ラ・ロマレーダ       | 42,500 (拡張収容数)               |

100周年記念試合開催地として南米の3都市も候補に挙がった。
| 都市             | 会場                               | 収容人数 |
| ---------------- | ---------------------------------- | -------- |
| アスンシオン     | エスタディオ・マヌエル・フェレイラ | 46,000   |
| ブエノスアイレス | エスタディオ・モヌメンタル         | 84,593   |
| モンテビデオ     | エスタディオ・センテナリオ         | 62,782   |

## 本大会出場国

### 資格
アルゼンチン、ウルグアイ、パラグアイ、モロッコ、スペイン及びポルトガルの6か国は開催国として既に出場権を獲得している。
| 大陸連盟                    | 出場枠数 | 予選                  | 組 予選順位           | 出場国・地域 | 出場決定日     | 出場回数         | 最高成績 | 開催時の FIFAランク |
| --------------------------- | -------- | --------------------- | --------------------- | ------------ | -------------- | ---------------- | -------- | ------------------- |
| AFC （アジア）              | 8.5      | 3次予選               | A組1位                | TBD          |                |                  |          |                     |
| AFC （アジア）              | 8.5      | 3次予選               | A組2位                | TBD          |                |                  |          |                     |
| AFC （アジア）              | 8.5      | 3次予選               | B組1位                | TBD          |                |                  |          |                     |
| AFC （アジア）              | 8.5      | 3次予選               | B組2位                | TBD          |                |                  |          |                     |
| AFC （アジア）              | 8.5      | 3次予選               | C組1位                | TBD          |                |                  |          |                     |
| AFC （アジア）              | 8.5      | 3次予選               | C組2位                | TBD          |                |                  |          |                     |
| AFC （アジア）              | 8.5      | 4次予選               | A組1位                | TBD          |                |                  |          |                     |
| AFC （アジア）              | 8.5      | 4次予選               | B組1位                | TBD          |                |                  |          |                     |
| AFC （アジア）              | 8.5      | 大陸間PO1             | 大陸間PO1             | TBD？        |                |                  |          |                     |
| CAF （アフリカ）            | H+8.5+P  | 共同開催国            | 共同開催国            | モロッコ     | 2024年12月11日 | 4大会連続8回目   |          |                     |
| CAF （アフリカ）            | H+8.5+P  | アフリカ予選          | A組1位                | TBD          |                |                  |          |                     |
| CAF （アフリカ）            | H+8.5+P  | アフリカ予選          | B組1位                | TBD          |                |                  |          |                     |
| CAF （アフリカ）            | H+8.5+P  | アフリカ予選          | C組1位                | TBD          |                |                  |          |                     |
| CAF （アフリカ）            | H+8.5+P  | アフリカ予選          | D組1位                | TBD          |                |                  |          |                     |
| CAF （アフリカ）            | H+8.5+P  | アフリカ予選          | E組1位                | TBD          |                |                  |          |                     |
| CAF （アフリカ）            | H+8.5+P  | アフリカ予選          | F組1位                | TBD          |                |                  |          |                     |
| CAF （アフリカ）            | H+8.5+P  | アフリカ予選          | G組1位                | TBD          |                |                  |          |                     |
| CAF （アフリカ）            | H+8.5+P  | アフリカ予選          | H組1位                | TBD          |                |                  |          |                     |
| CAF （アフリカ）            | H+8.5+P  | 大陸間PO              | 大陸間PO              | TBD？        |                |                  |          |                     |
| Concacaf （北中米カリブ海） | 6+2P     | 3次予選               | A組1位                | TBD          |                |                  |          |                     |
| Concacaf （北中米カリブ海） | 6+2P     | 3次予選               | A組2位                | TBD          |                |                  |          |                     |
| Concacaf （北中米カリブ海） | 6+2P     | 3次予選               | B組1位                | TBD          |                |                  |          |                     |
| Concacaf （北中米カリブ海） | 6+2P     | 3次予選               | B組2位                | TBD          |                |                  |          |                     |
| Concacaf （北中米カリブ海） | 6+2P     | 3次予選               | C組1位                | TBD          |                |                  |          |                     |
| Concacaf （北中米カリブ海） | 6+2P     | 3次予選               | C組2位                | TBD          |                |                  |          |                     |
| Concacaf （北中米カリブ海） | 6+2P     | 大陸間PO              | 大陸間PO              | TBD？        |                |                  |          |                     |
| Concacaf （北中米カリブ海） | 6+2P     | 大陸間PO              | 大陸間PO              | TBD？        |                |                  |          |                     |
| CONMEBOL （南米）           | H3+3.5   | 100周年記念共同開催国 | 100周年記念共同開催国 | アルゼンチン | 2024年12月11日 | 15大会連続20回目 |          |                     |
| CONMEBOL （南米）           | H3+3.5   | 100周年記念共同開催国 | 100周年記念共同開催国 | ウルグアイ   | 2024年12月11日 | 6大会連続16回目  |          |                     |
| CONMEBOL （南米）           | H3+3.5   | 100周年記念共同開催国 | 100周年記念共同開催国 | パラグアイ   | 2024年12月11日 | 2大会連続10回目  |          |                     |
| CONMEBOL （南米）           | H3+3.5   | 南米予選              | TBD                   | TBD          |                |                  |          |                     |
| CONMEBOL （南米）           | H3+3.5   | 南米予選              | TBD                   | TBD          |                |                  |          |                     |
| CONMEBOL （南米）           | H3+3.5   | 南米予選              | TBD                   | TBD          |                |                  |          |                     |
| CONMEBOL （南米）           | H3+3.5   | 大陸間PO              | 大陸間PO              | TBD？        |                |                  |          |                     |
| OFC （オセアニア）          | 1.5      | オセアニア予選        | 優勝                  | TBD          |                |                  |          |                     |
| OFC （オセアニア）          | 1.5      | 大陸間PO              | 大陸間PO              | TBD？        |                |                  |          |                     |
| UEFA （ヨーロッパ）         | H2+14    | 共同開催国            | 共同開催国            | スペイン     | 2024年12月11日 | 14大会連続18回目 |          |                     |
| UEFA （ヨーロッパ）         | H2+14    | 共同開催国            | 共同開催国            | ポルトガル   | 2024年12月11日 | 8大会連続10回目  |          |                     |
| UEFA （ヨーロッパ）         | H2+14    | 欧州予選              | A組1位                | TBD          |                |                  |          |                     |
| UEFA （ヨーロッパ）         | H2+14    | 欧州予選              | B組1位                | TBD          |                |                  |          |                     |
| UEFA （ヨーロッパ）         | H2+14    | 欧州予選              | C組1位                | TBD          |                |                  |          |                     |
| UEFA （ヨーロッパ）         | H2+14    | 欧州予選              | D組1位                | TBD          |                |                  |          |                     |
| UEFA （ヨーロッパ）         | H2+14    | 欧州予選              | E組1位                | TBD          |                |                  |          |                     |
| UEFA （ヨーロッパ）         | H2+14    | 欧州予選              | F組1位                | TBD          |                |                  |          |                     |
| UEFA （ヨーロッパ）         | H2+14    | 欧州予選              | G組1位                | TBD          |                |                  |          |                     |
| UEFA （ヨーロッパ）         | H2+14    | 欧州予選              | H組1位                | TBD          |                |                  |          |                     |
| UEFA （ヨーロッパ）         | H2+14    | 欧州予選              | I組1位                | TBD          |                |                  |          |                     |
| UEFA （ヨーロッパ）         | H2+14    | 欧州予選              | J組1位                | TBD          |                |                  |          |                     |
| UEFA （ヨーロッパ）         | H2+14    | 欧州2次予選           | パスA                 | TBD          |                |                  |          |                     |
| UEFA （ヨーロッパ）         | H2+14    | 欧州2次予選           | パスB                 | TBD          |                |                  |          |                     |
| UEFA （ヨーロッパ）         | H2+14    | 欧州2次予選           | パスC                 | TBD          |                |                  |          |                     |
| UEFA （ヨーロッパ）         | H2+14    | 欧州2次予選           | パスD                 | TBD          |                |                  |          |                     |
| 合計                        | 48       |                       |                       |              |                |                  |          |                     |